# فاينل فانتسي ريكورد كيبر
فاينل فانتازي ريكورد كيبر (باليابانية: ファイナルファンタジーレコードキーパー، فاينارو فنتاجي ريكودو كيبا) هو لعبة تقمص الأدوار مجانية اللعب تم تطويرها من قبل شركة دينا ونشرتها سكوير إنكس لمنصات آي أو إس وأندرويد. ظهرت في اللعبة شخصيات وسيناريوهات ومعارك من سلسلة فاينل فانتازي الرئيسية. أصدرت في اليابان يوم 24 سبتمبر 2014 وجميع أنحاء العالم يوم 26 مارس 2015.